# Arcidiocesi di Caracas

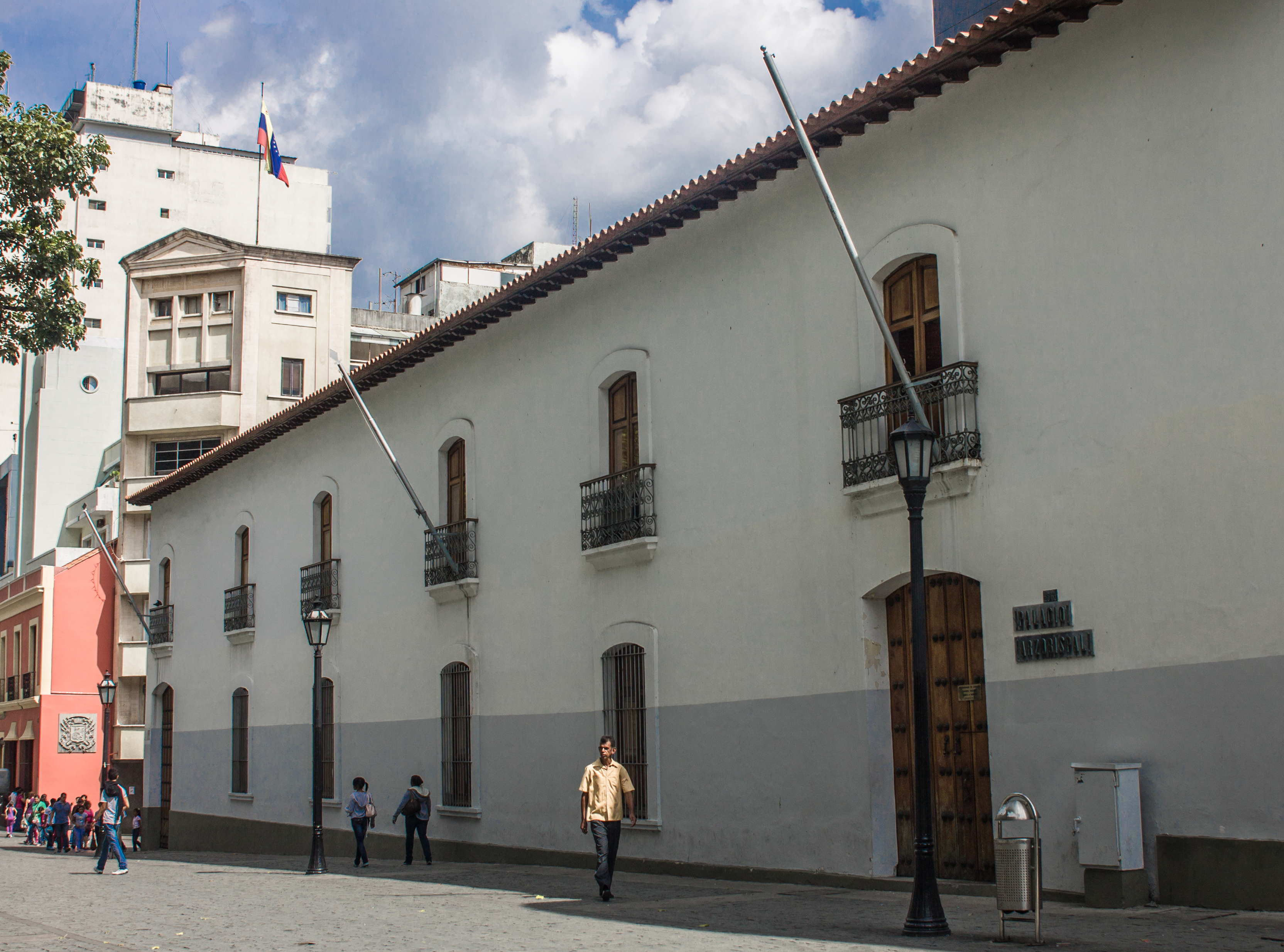
Il palazzo arcivescovile di Caracas.

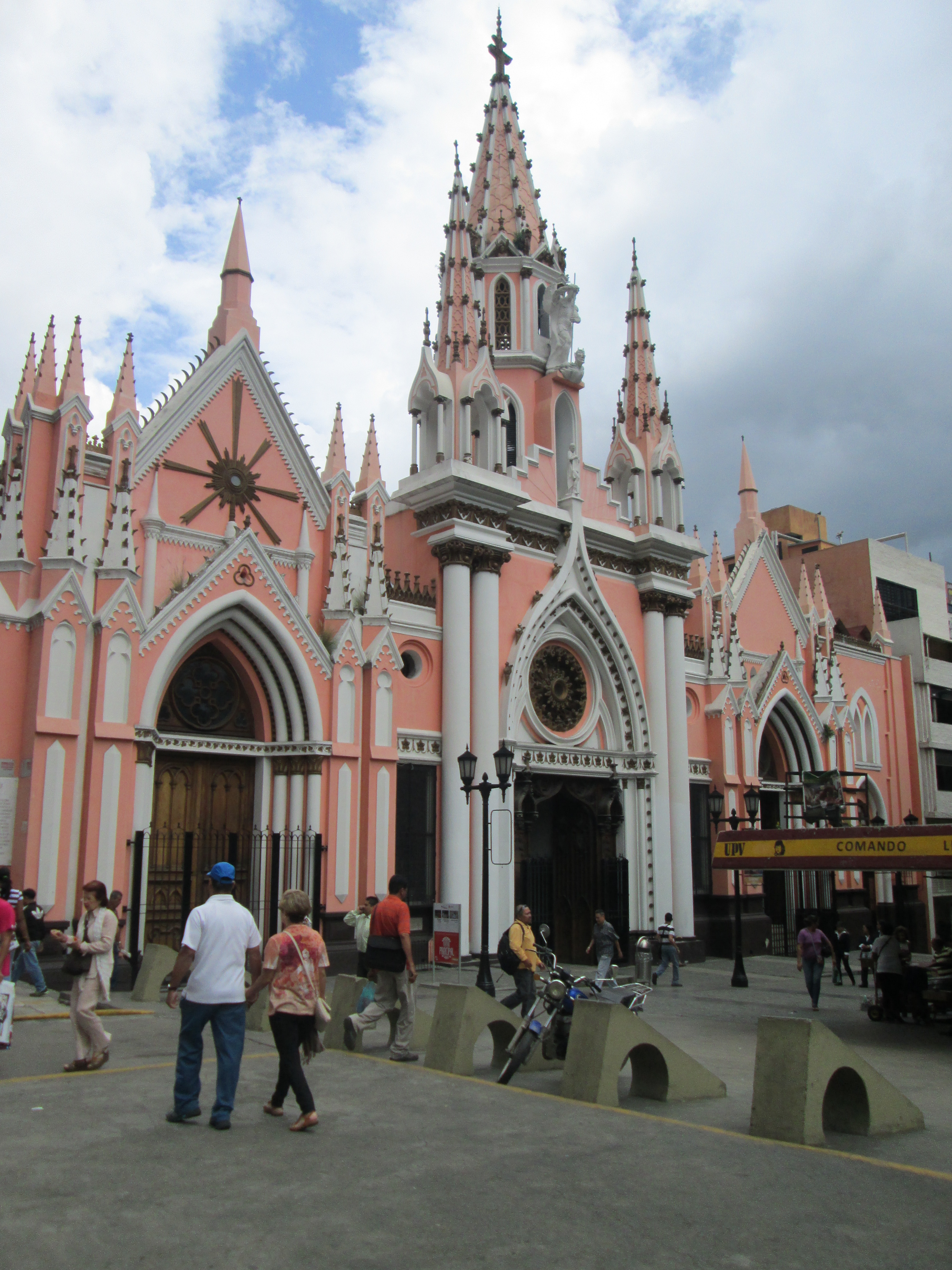
La basilica minore e santuario della Santa Cappella di Caracas.

L'arcidiocesi di Caracas o arcidiocesi di Santiago de Venezuela (in latino Archidioecesis Caracensis o Sancti Iacobi in Venezuela) è una sede metropolitana della Chiesa cattolica in Venezuela. Nel 2023 contava 2.980.120 battezzati su 3.461.834 abitanti. È retta dall'arcivescovo Raúl Biord Castillo, S.D.B.

## Territorio
L'arcidiocesi comprende 4 dei 5 municipi che costituiscono il distretto metropolitano di Caracas: Libertador nel Distretto Capitale, e Chacao, Baruta e El Hatillo nello stato di Miranda.
Sede arcivescovile è la città di Caracas, dove si trova la cattedrale metropolitana di Sant'Anna, e tre basiliche minori: Santa Teresa, San Pietro apostolo e il santuario della Santa Cappella.
Il territorio si estende su 814 km² ed è suddiviso in 98 parrocchie.

### Provincia ecclesiastica
La provincia ecclesiastica di Caracas, istituita nel 1803, comprende le seguenti suffraganee:
- diocesi di Guarenas,
- diocesi di La Guaira,
- diocesi di Los Teques,
- diocesi di Petare.

## Storia
La diocesi del Venezuela o di Coro fu eretta il 21 giugno 1531 con la bolla Pro Excellenti Praeminentia di papa Clemente VII, subito dopo la conquista spagnola.
Originariamente suffraganea dell'arcidiocesi di Siviglia, il 12 febbraio 1546 entrò a far parte della provincia ecclesiastica dell'arcidiocesi di Santo Domingo.
La primitiva sede vescovile si trovava a Coro, dove rimase fino al 20 luglio 1637, quando fu trasferita a Santiago de León de Caracas.
Nel 1752 cedette una porzione del suo territorio, che di fatto era però amministrata dalla diocesi di San Juan di Porto Rico, a vantaggio dell'erezione della prefettura apostolica di Curaçao (oggi diocesi di Willemstad). Il 16 febbraio 1778 cedette un'ulteriore porzione di territorio a vantaggio dell'erezione della diocesi di Mérida (oggi arcidiocesi).
Il 24 novembre 1803 fu elevata al rango di arcidiocesi metropolitana con la bolla In universalis Ecclesiae regimine di papa Pio VII. Originariamente aveva come suffraganee le diocesi di Guayana (oggi arcidiocesi di Ciudad Bolívar) e di Mérida.
Successivamente ha ceduto a più riprese porzioni del suo territorio a vantaggio dell'erezione di nuove diocesi:
- la diocesi di Calabozo (oggi arcidiocesi) il 7 marzo 1863;
- la diocesi di Valencia in Venezuela (oggi arcidiocesi) il 12 ottobre 1922;
- la diocesi di Maracay il 21 giugno 1958;
- la diocesi di Los Teques il 23 luglio 1965;
- la diocesi di La Guaira il 15 aprile 1970;
- la diocesi di Petare il 16 novembre 2021.

Il 15 giugno 2011 la Congregazione per il culto divino e la disciplina dei sacramenti ha confermato Nostra Signora di Coromoto patrona principale dell'arcidiocesi.

## Cronotassi dei vescovi
Si omettono i periodi di sede vacante non superiori ai 2 anni o non storicamente accertati.
- Rodrigo de Bastidas y Rodríguez de Romera † (21 giugno 1531 - 6 luglio 1541 nominato vescovo di San Juan)
  - Sede vacante (1541-1546)
- Miguel Jerónimo de Ballesteros † (22 agosto 1546 - 1555 deceduto)
  - Juan de Simancas † (12 giugno 1556 - 5 dicembre 1561 nominato vescovo di Cartagena) (vescovo eletto)[4]
- Pedro de Agreda (Sánchez Martín), O.P. † (27 giugno 1561 - 1580 deceduto)
  - Sede vacante (1580-1583)
- Juan Manuel Martínez de Manzanillo, O.P. † (23 marzo 1583 - 1º gennaio 1592 deceduto)
  - Sede vacante (1592-1594)
  - Pedro Mártin Palomino, O.P. † (1º luglio 1594 - 23 febbraio 1596 deceduto) (vescovo eletto)
- Domingo de Salinas, O.P. † (10 novembre 1597 - 10 giugno 1600 deceduto)
- Pedro de Oña, O. de M. † (27 agosto 1601 - 27 giugno 1605 nominato vescovo di Gaeta)
- Antonio de Alzega (Alcega), O.F.M. † (12 dicembre 1605 - 13 maggio 1610 deceduto)
- Juan Bartolomé de Bohórquez e Hinojosa, O.P. † (17 luglio 1611 - 13 novembre 1617 nominato vescovo di Antequera e Oaxaca)
- Gonzalo de Angulo, O.M. † (20 novembre 1617 - 17 maggio 1633 deceduto)
- Juan López de Agurto de la Mata † (20 novembre 1634 - 24 dicembre 1637 deceduto)
- Mauro Diego (Marcos) de Tovar y Valle Maldonado, O.S.B. † (3 ottobre 1639 - 16 dicembre 1652 nominato vescovo di Chiapas)
- Alonzo de Briceño, O.F.M. † (18 agosto 1653 - 16 novembre 1668 deceduto)
- Antonio González de Acuña † (17 novembre 1670 - 22 febbraio 1682 deceduto)
- Diego de Baños y Sotomayor, O.M. † (15 febbraio 1683 - 15 maggio 1706 deceduto)
  - Sede vacante (1706-1714)
- Francisco del Rincón, O.M. † (26 febbraio 1714 - 5 ottobre 1716 nominato arcivescovo di Santafé en Nueva Granada)
- Juan José de Escalona y Calatayud † (15 marzo 1717 - 15 novembre 1728 nominato vescovo di Michoacán)
- José Félix Valverde † (15 novembre 1728 - 24 febbraio 1741 deceduto)[5]
- Juan García Abadiano † (25 maggio 1742 - 6 maggio 1747 deceduto)
- Manuel Jiménez Bretón † (16 settembre 1748 - 30 marzo 1749 deceduto)
- Manuel Machado y Luna † (22 settembre 1749 - 29 gennaio 1752 deceduto)
- Francisco Julián de Antolino † (25 settembre 1752 - 6 agosto 1755 deceduto)
- Diego Antonio Díez Madroñero † (24 maggio 1756 - 3 febbraio 1769 deceduto)
- Mariano Martí † (29 gennaio 1770 - 20 febbraio 1792 deceduto)
- Juan Antonio de la Virgen María y Viana, O.C.D. † (24 settembre 1792 - 14 agosto 1798 nominato vescovo di Almería)
- Francisco de Ibarra † (14 dicembre 1798 - 19 settembre 1806 deceduto)
- Narciso Coll y Prat † (17 gennaio 1808 - 25 febbraio 1822 nominato arcivescovo, titolo personale, di Palencia)
  - Sede vacante (1822-1827)
  - Domingo de Silos Santiago Apollinario Moreno, O.S.B. † (16 marzo 1818 - 30 novembre 1824 nominato vescovo di Cadice) (amministratore apostolico)
- Ramón Ignacio Méndez † (21 maggio 1827 - 6 agosto 1839 deceduto)
- Ignacio Fernández Peña † (15 luglio 1841 - 18 gennaio 1849 deceduto)
  - Sede vacante (1849-1852)
- Silvestre Guevara y Lira † (27 settembre 1852 - 6 giugno 1876 dimesso[6])
- José Antonio Ponte † (29 settembre 1876 - 6 novembre 1883 deceduto)
- Críspulo Uzcátegui † (13 novembre 1884 - 31 maggio 1904 deceduto)
- Juan Bautista Castro † (31 maggio 1904 succeduto - 7 agosto 1915 deceduto)
- Felipe Rincón González † (10 agosto 1916 - 13 maggio 1946 deceduto)
- Lucas Guillermo Castillo Hernández † (13 maggio 1946 succeduto - 9 settembre 1955 deceduto)
- Rafael Ignacio Arias Blanco † (9 settembre 1955 succeduto - 30 settembre 1959 deceduto)
- José Humberto Quintero Parra † (31 agosto 1960 - 24 maggio 1980 ritirato)
- José Alí Lebrún Moratinos † (24 maggio 1980 succeduto - 27 maggio 1995 ritirato)
- Antonio Ignacio Velasco García, S.D.B. † (27 maggio 1995 - 6 luglio 2003 deceduto)
  - Sede vacante (2003-2005)[7]
- Jorge Liberato Urosa Savino † (19 settembre 2005 - 9 luglio 2018 ritirato)
  - Sede vacante (2018-2023)
- Baltazar Enrique Porras Cardozo[8] (17 gennaio 2023 - 28 giugno 2024 ritirato)
- Raúl Biord Castillo, S.D.B., dal 28 giugno 2024

## Statistiche
L'arcidiocesi nel 2023 su una popolazione di 3.461.834 persone contava 2.980.120 battezzati, corrispondenti all'86,1% del totale.
| anno | popolazione | popolazione | popolazione | presbiteri | presbiteri | presbiteri | presbiteri                | diaconi | religiosi | religiosi | parrocchie |
| anno | battezzati  | totale      | %           | numero     | secolari   | regolari   | battezzati per presbitero | diaconi | uomini    | donne     | parrocchie |
| ---- | ----------- | ----------- | ----------- | ---------- | ---------- | ---------- | ------------------------- | ------- | --------- | --------- | ---------- |
| 1950 | 740.515     | 755.000     | 98,1        | 253        | 107        | 146        | 2.926                     |         | 331       | 558       | 62         |
| 1959 | 1.334.461   | 1.538.290   | 86,7        | 464        | 142        | 322        | 2.875                     |         | 566       | 1.261     | 96         |
| 1966 | 1.741.608   | 1.777.152   | 98,0        | 542        | 165        | 377        | 3.213                     |         | 580       | 1.850     | 83         |
| 1970 | 2.290.793   | 2.290.793   | 100,0       | 737        | 297        | 440        | 3.108                     |         | 617       | 1.650     | 93         |
| 1976 | 2.200.000   | 2.500.000   | 88,0        | 760        | 160        | 600        | 2.894                     | 9       | 757       | 1.500     | 92         |
| 1980 | 2.473.000   | 2.839.000   | 87,1        | 651        | 132        | 519        | 3.798                     | 10      | 712       | 1.453     | 96         |
| 1990 | 3.073.000   | 3.573.000   | 86,0        | 631        | 131        | 500        | 4.870                     | 11      | 838       | 2.401     | 117        |
| 1999 | 2.724.692   | 3.205.520   | 85,0        | 603        | 103        | 500        | 4.518                     | 14      | 743       | 1.200     | 121        |
| 2000 | 3.700.000   | 5.000.000   | 74,0        | 402        | 120        | 282        | 9.203                     | 11      | 523       | 725       | 110        |
| 2001 | 3.700.000   | 5.000.000   | 74,0        | 363        | 118        | 245        | 10.192                    | 11      | 523       | 725       | 110        |
| 2002 | 3.700.000   | 5.000.000   | 74,0        | 364        | 119        | 245        | 10.164                    | 11      | 523       | 725       | 110        |
| 2003 | 4.579.000   | 6.189.170   | 74,0        | 365        | 120        | 245        | 12.545                    | 13      | 476       | 1.198     | 105        |
| 2004 | 3.400.000   | 4.000.000   | 85,0        | 610        | 130        | 480        | 5.573                     | 11      | 744       | 1.198     | 116        |
| 2006 | 3.528.000   | 4.150.000   | 85,0        | 559        | 140        | 419        | 6.311                     | 13      | 730       | 1.332     | 111        |
| 2013 | 3.960.000   | 4.644.000   | 85,3        | 490        | 130        | 360        | 8.081                     | 9       | 587       | 1.010     | 116        |
| 2016 | 4.129.000   | 4.841.000   | 85,3        | 453        | 113        | 340        | 9.114                     | 24      | 520       | 1.002     | 118        |
| 2019 | 4.291.750   | 5.031.810   | 85,3        | 447        | 107        | 340        | 9.601                     | 24      | 530       | 902       | 118        |
| 2021 | 3.749.280   | 4.395.530   | 85,3        | 388        | 93         | 295        | 9.663                     | 25      | 488       | 838       | 96         |
| 2023 | 2.980.120   | 3.461.834   | 86,1        | 449        | 99         | 350        | 6.637                     | 19      | 557       | 895       | 98         |